# Theodor Mantel

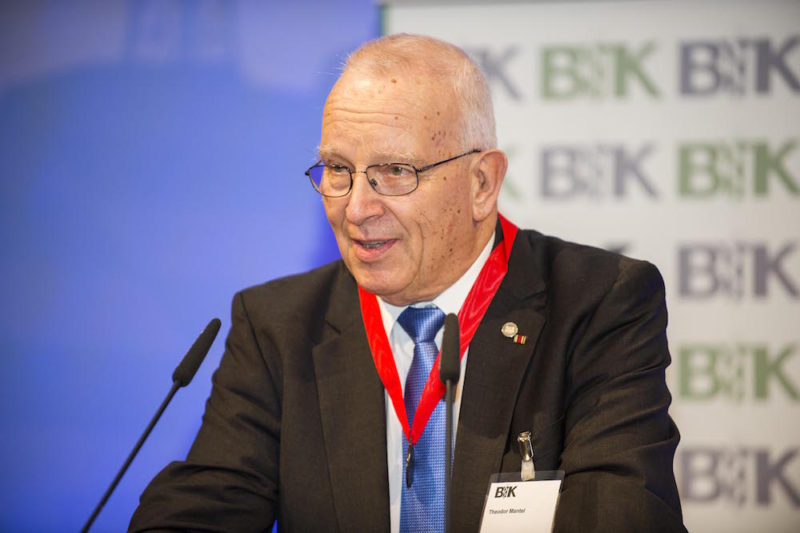
Theodor Mantel

Theodor Mantel (* 28. Dezember 1942 in München) ist ein deutscher Tierarzt und Veterinärdirektor a. D. und emeritierter Hochschullehrer.

## Leben
Mantel studierte ab 1962 an der Ludwig-Maximilians-Universität München Tiermedizin und wurde, wie viele seiner Familienmitglieder, dort Mitglied des Corps Bavaria. Im Jahr 1966 legte er sein Examen ab, 1967 promovierte er mit magna cum laude zum Dr. med. vet. Darüber hinaus bestand er 1969 die Prüfung für den tierärztlichen Staatsdienst. Mit dieser Qualifikation leitete er 1970–1976 als Institutstierarzt die Bayerische Landesanstalt für Tierseuchenbekämpfung (heute LGL) in Oberschleißheim.
In den Jahren von 1976 bis 2007 war er Amtstierarzt im Landkreis Eichstätt, ab 1978 Leiter des Staatlichen Veterinäramtes.
Im Jahr 1985 erhielt er den Lehrauftrag an der Tierärztlichen Fakultät der LMU für das Fach Tierseuchenbekämpfung. Seit 2004 ist Mantel dort Honorarprofessor. Darüber hinaus bekleidete er zahlreiche Funktionen in der Veterinärmedizin auf Landes- und Bundesebene. So war er von 1991 bis 2003 Vizepräsident der Bayerischen Landestierärztekammer, von 2003 bis 2012 Präsident der Bayerischen Landestierärztekammer und schließlich von 2008 bis 2015 Präsident der Bundestierärztekammer. Der Bundestierärztekammer steht er bis heute als Ehrenvorsitzender vor.
Seit 2020 ist er zudem als Beirat in der Stiftung der apoBank tätig.

## Auszeichnungen
- Bundesverdienstkreuz am Bande (2003)[7]
- Bayerische Gesundheitsmedaille (2013)[8]
- Robert-von-Osterberg-Plakette (2016)[5]

## Mitgliedschaften
- Gründungs- und Vorstandsmitglied der Tierrettung München e. V.[7]
- Gründungs- und Vorstandsmitglied der Alumni der Tierärztlichen Fakultät[7]
- Vorsitzender des Kreisverbandes der Rassegeflügelzüchter in Weißenburg e. V.[7]
- Schriftleiter des Verbandes der Bayerischen Rassegeflügelpreisrichter e. V.[7]
- Mitglied des Züchter, Halter und Freunde der Neuweltkameliden e. V. (Lamas und Alpakas)[7]